# Leigh Enobakhare
Leigh Enobakhare (6 februari 1986) is een Belgisch-Nigeriaans voormalig basketballer.

## Carrière
Enobakhare speelde het seizoen 2004/05 voor Basket Damme in de tweede klasse. Enobakhare kwam in 2005 bij BC Oostende waar hij zowel in de eerste (BC Oostende), tweede als derde klasse speelde bij KBGO Duva Fruit. Hij won met Oostende de landstitel in 2006 en de beker in 2008 en 2010. In 2009/10 speelde hij een half jaar voor Basket Damme. Hij tekende in 2010 een eenjarig contract bij Oostende. In 2011 tekende hij bij tweedeklasser Kangoeroes Boom waar hij een seizoen speelde. In 2012 tekende hij bij Gent Dragons waar hij twee seizoenen speelde in de tweede klasse.
In 2014 tekende hij opnieuw in de eerste klasse nadat hij tekende bij Spirou Charleroi voor een seizoen. In 2015 tekende hij bij reeksgenoot RBC Pepinster en speelde een seizoen voor hen. In 2016 tekende hij bij de Antwerp Giants waarmee hij ook uitkwam in de eerste klasse als vervanger van de geblesseerde Ryan Anderson. In 2017 speelde hij de rest van het seizoen uit bij ZZ Leiden in Nederland. Voor het seizoen 2017/18 speelde hij bij tweedeklasser Royal IV Brussels.
In 2018 speelde hij korte tijd voor eersteklasser Okapi Aalstar maar ging dan spelen voor tweedeklasser Basket Waregem tot in 2020. In 2020 maakte hij de overstap naar Basket Sijsele in de derde klasse en speelde tot in 2023 bij Sijsele.

## Erelijst
- Belgisch landskampioen: 2006
- Belgisch bekerwinnaar: 2008, 2010